# Karl-Heinrich Melzer
Karl-Heinrich Melzer (* 7. April 1958 in Kiel) ist ein deutscher evangelischer Theologe, seit 1999 Propst im Kirchenkreis Niendorf und seit 2009 Propst im Kirchenkreis Hamburg-West/Südholstein.

## Leben
Melzer studierte Evangelische Theologie und Geschichtswissenschaft an der Christian-Albrechts-Universität zu Kiel und legte dort die 1. Theologische Prüfung ab. Mit einer Dissertation zum Thema Der Geistliche Vertrauensrat. Geistliche Leitung für die Deutsche Evangelische Kirche im Zweiten Weltkrieg? wurde er promoviert. Nach dem Vikariat und der 2. Theologischen Prüfung in der Nordelbischen Evangelisch-Lutherischen Kirche wurde er 1990 ordiniert. Anschließend arbeitete er als Pastor in Wahlstedt (1990 bis 1999) und ab 1992 im Nebenamt als Öffentlichkeitsbeauftragter des Kirchenkreises Segeberg. 1999 wurde er zum Propst im Kirchenkreis Niendorf gewählt; seit 2009 ist er Propst im Kirchenkreis Hamburg-West/Südholstein.
Melzer gehört Leitungsgremien verschiedener diakonischer Einrichtungen an, er leitete von 2003 bis 2022 als Vorsitzender des Verbandsvorstands die gemeinsame gesamtstädtische Arbeit der beiden Kirchenkreise Hamburg-Ost und Hamburg-West/Südholstein. Er ist kirchlicher Vorsitzender der „Gemischten Kommission Kirche/Schule“ in Hamburg seit 2005. 
Als Ständiger Vertreter der Bischöfin im Sprengel Hamburg und Lübeck amtiert er seit 2012. Seit 2009 ist er Mitglied der Nordelbischen Synode bzw. seit 2012 der Landessynode der Evangelisch-Lutherischen Kirche in Norddeutschland. Darüber hinaus gehört er seit 2010 den jeweiligen Kirchenleitungen der Nordelbischen Kirche bzw. der Nordkirche an. Seit 2003 ist er Mitglied in der EKD-Konferenz der Stadtdekane. 
2018 wurde er als Kandidat für das Amt des Landesbischofs der Nordkirche nominiert, auf der Synodentagung am 27. September 2018 unterlag er bei der Wahl gegen Kristina Kühnbaum-Schmidt.
Karl-Heinrich Melzer ist mit Pastorin Margitta Melzer verheiratet; die beiden haben drei erwachsene Kinder.

## Publikationen
- Der Geistliche Vertrauensrat: geistliche Leitung für die Deutsche Evangelische Kirche im Zweiten Weltkrieg? Göttingen 1991
- Zwischen „Kirchenzucht“ und „Persilschein“. Vom Umgang mit „Wiedereintrittswilligen“ nach dem Ende der NS-Diktatur. In: Jörg Haustein, Gerhard Philipp Wolf (Hrsg.): Kirche an der Grenze. Festschrift für Gottfried Maron,Darmstadt 1993, S. 141–158
- Art. Geistlicher Vertrauensrat. In RGG, 4. Aufl., Bd. 3, Sp. 594f., Göttingen 2000
- Art. Johannes Hymmen. In: RGG, 4. Aufl., Bd. 3, Sp. 1971, Göttingen 2000
- Wenn nicht Kanzel, dann eben Welt, Eine Antwort auf Ulrich Körtners Analyse, die Kirchen seien nicht systemrelevant. In: zeitzeichen. Evangelische Kommentare zu Religion und Gesellschaft, 2020 (Wenn nicht Kanzel, dann eben Welt. 7. Januar 2020, abgerufen am 27. August 2022.)